# Квелльмальц, Удо
Удо Гюнтер «Квелле» Квелльмальц (нем. Udo Günther «Quelle» Quellmalz, род. 8 марта 1967, Лейпциг) — немецкий дзюдоист, чемпион и бронзовый призёр Олимпийских игр, двукратный чемпион мира, неоднократный призёр чемпионатов Европы. Обладатель 7-го дана в дзюдо.

## Биография
Родился в 1967 году. Начал заниматься дзюдо в 1975 году, вдохновлённый фильмом Euch werd ich’s zeigen
В 1983 году победил на Спартакиаде среди кадетов 16-17 лет в Лейпциге. В 1984 году одержал победы на международном турнире среди юниоров в Ольштыне и стал чемпионом Европы среди юниоров. В 1985 году стал чемпионом ГДР среди юниоров, а на чемпионате Европы среди юниоров остался лишь седьмым. В 1985 году начал также выступать среди взрослых, завоевав «бронзу» на чемпионате Германии и на турнире German Open. В 1986 году был третьим на чемпионате Европы среди юниоров и победителем чемпионата ГДР среди юниоров. В 1987 году, после победы на юниорском German Open, окончательно перешёл во взрослые турниры, стал чемпионом ГДР, завоевав вторые места на международных турнирах в Потсдаме и Тбилиси и третье место на турнире ASKO World Tournament. В 1988 году снова выиграл чемпионат ГДР, затем Liberation Tournament и турнир в Потсдаме, на турнире World Masters остался вторым, а на чемпионате Европы завоевал «бронзу» и отобрался на олимпийские игры.
Выступал на Олимпийских играх 1988 года, в категории до 65 килограммов боролись 42 дзюдоиста. Борец, победивший во всех схватках группы выходил в финал, где встречался с борцом из другой группы. Проигравшие финалистам, встречались в «утешительных» схватках, по результатам которых определялись бронзовые призёры.
Удо Квелльмальц во второй встрече проиграл будущему призёру японцу Ёсукэ Ямамото и выбыл из турнира.
| Круг | Соперник      | Страна | Итог      | С оценкой | Продолжительность |
| ---- | ------------- | ------ | --------- | --------- | ----------------- |
| 1/32 | Кариг Уэлдон  | Канада | Победа    | юко       | 5:00              |
| 1/16 | Ёсукэ Ямамото | Япония | Поражение | вадза-ари | 5:00              |

В 1989 году остался третьим на турнирах José Ramon Rodriguez, ASKO World Tournament и Swedish Open, но завоевал серебряную медаль чемпионата мира. В 1990 году добавил в коллекцию серебряную медаль чемпионата Европы; также вторым остался на последнем чемпионате ГДР, выиграл турниры серии «А» в Софии и Будапеште, победил на первом чемпионате объединённой Германии, а на турнире Jigoro Kano Cup в Токио был лишь пятым. В 1991 году дзюдоист завоевал звание чемпиона мира. Кроме того в том году он остался вторым на турнире Dutch Open. В 1992 году снова стал чемпионом Германии, победил на турнире	Czech Cup в Праге, остался третьим на Tournoi de Paris. Будучи чемпионом мира, на олимпийские игры на этот раз ехал в ранге фаворита.
Выступал на Олимпийских играх 1992 года, в категории до 65 килограммов боролись 42 дзюдоиста. Борец, победивший во всех схватках группы выходил в финал, где встречался с борцом из другой группы. Проигравшие финалистам встречались в «утешительных» схватках, по результатам которых определялись бронзовые призёры. До полуфинала немецкий дзюдоист продвигался очень уверенно, выиграв первую встречу подсечкой изнутри, вторую удушающим приёмом, третью сметающей боковой подсечкой.
В полуфинале Удо Квелльмальц боролся с Рожерио Сампайо. Никто из спортсменов не смог провести оцененного действия, но бразильский спортсмен яростно атаковал, в результате чего немецкий дзюдоист получил замечание, а затем и два предупреждения за пассивность (чуй). В схватке за третье место победил по предпочтению судей
| Круг                    | Соперник          | Страна  | Итог      | С оценкой             | Продолжительность |
| ----------------------- | ----------------- | ------- | --------- | --------------------- | ----------------- |
| 1/16                    | Франческо Лоренцо | Испания | Победа    | иппон (Коути гари)    | 0:29              |
| 1/8                     | Ассаф Эль-Мурр    | Ливан   | Победа    | иппон (Санкаку дзимэ) | 2:55              |
| 1/4                     | Жан Кантен        | Канада  | Победа    | юко (Дэаси Харай)     | 5:00              |
| 1/2                     | Рожерио Сампайо   | Ливан   | Поражение | чуй                   | 5:00              |
| Встреча за третье место | Филип Лаатс       | Бельгия | Победа    | юсей-гати             | 5:00              |

В 1992 году стал ещё серебряным призёром в командном чемпионате Европы. 1993 год начал с победы на турнире World Masters в Мюнхене, остался вторым на Czech Cup, третьим на German Open, и завоевал бронзовые медали чемпионатов мира и Европы. В 1994 году перешёл в категорию до 71 килограмма. В 1994 году стал чемпионом Германии, победил на Dutch Open и вновь был третьим на German Open. В 1995 году был лишь седьмым на турнире World Masters, вторым на чемпионате Германии, победил на турнире Trofeo Guido Sieni и завершил год второй победой на чемпионате мира (сбросив вес, и вернувшись в категорию до 65 килограммов). В 1996 году победил на престижном турнире в Токио Matsutaro Shoriki Cup, был третьим на турнире World Masters, вернул себе звание чемпиона Германии, победил на турнирах German Open и Trofeo Guido Sieni и вновь ехал на олимпиаду одним из фаворитов.
Выступал на Олимпийских играх 1996 года, в категории до 65 килограммов (снова вернулся для олимпиады в эту категорию) боролись 36 дзюдоистов. Борец, победивший во всех схватках группы выходил в финал, где встречался с борцом из другой группы. Проигравшие финалистам встречались в «утешительных» схватках, по результатам которых определялись бронзовые призёры.
Удо Квелльмальц показательно провёл все схватки до финала. Демонстрируя разнообразную технику, все встречи он закончил досрочно. Однако финальная схватка с японцем Юкимасой Накамурой (которого немецкий дзюдоист в финале чемпионата мира победил за 13 секунд) проходила очень пассивно, никто из соперников не смог провести оцененного действия, и судьи отдали победу Удо Квелльмальцу.
| Круг  | Соперник         | Страна                   | Итог   | С оценкой                        | Продолжительность |
| ----- | ---------------- | ------------------------ | ------ | -------------------------------- | ----------------- |
| 1/16  | Францис Фигуэйро | Доминиканская Республика | Победа | иппон (О-ути гари)               | 4:34              |
| 1/8   | Исраэль Эрнандес | Куба                     | Победа | иппон (Сасаэ Цурикоми Аси)       | 3:57              |
| 1/4   | Мишель Алмейда   | Португалия               | Победа | иппон (Удэ-Хисиги-Дзюдзи-Гатамэ) | 2:22              |
| 1/2   | Филип Лаатс      | Бельгия                  | Победа | иппон (Тай Отоси)                | 3:31              |
| Финал | Юкимаса Накамура | Япония                   | Победа | юсей-гати                        | 5:00              |

В 1997 году на турнире World Masters завоевал третье место; также третьим остался на чемпионате Германии. В 1998 году снова был третьим на чемпионате Европы среди клубов и оставил карьеру.
В том же году переехал в Великобританию, где занял место спортивного директора британской федерации дзюдо. В 2006 году вернулся в Германию, недолгое время работал в Ингольштадте, и с 2007 года начал работать со сборной Австрии. С 2012 года вместе с семьёй живёт и работает в Катаре.
Окончил Университет Лейпцига с присвоением степени тренера.